# رايموند إم. كينيدي
رايموند إم. كينيدي (بالإنجليزية: Raymond M. Kennedy)‏ هو مهندس معماري أمريكي، ولد في 1891 في نيو برايتون في الولايات المتحدة، وتوفي في 11 مايو 1976 في غلينديل في الولايات المتحدة.